# Stephan Paßlack
Stephan Paßlack est un footballeur allemand né le 24 août 1970.

## Carrière
- 1989-1993 : Bayer Uerdingen  Allemagne
- 1993-1994 : FC Cologne  Allemagne
- 1994-1995 : Eintracht Francfort  Allemagne
- 1994-1996 : KFC Uerdingen 05  Allemagne
- 1996-1999 : Borussia Mönchengladbach  Allemagne
- 1999-2001 : TSV Munich 1860  Allemagne
- 2001-2004 : FC Nuremberg  Allemagne
- 2004-2006 : KFC Uerdingen 05  Allemagne